# 殷文圭
殷文圭（？—920年），字表儒，小字桂郎，池州青陽縣人。
生年不詳。早年在九華山刻苦勵学，所用墨砚，用到穿底。与杜荀鹤、顾云同學。乾寧五年（898年），由朱全忠表薦登進士第，被授予為裴樞宣諭判官、記室參軍。文圭後來與朱全忠劃清界限，全忠大怒，下令追捕不及，常對人說“措大率皆负心”，每援用文圭之事为证，也為日後白馬之禍種下禍根。後擔任田頵幕客，頗受重用。天復三年（903年），田頵後為楊行密所滅，改投靠楊行密，为掌书记，行密卒後墓志铭出自其手。武义元年（919年），官翰林學士。著有《登龙集》十卷、《从军稿》二十卷、《笔耕》二十卷、《冥搜集》二十卷等，皆佚。《全唐詩》存詩1卷。有子汤悦。